# ريك رولينغ

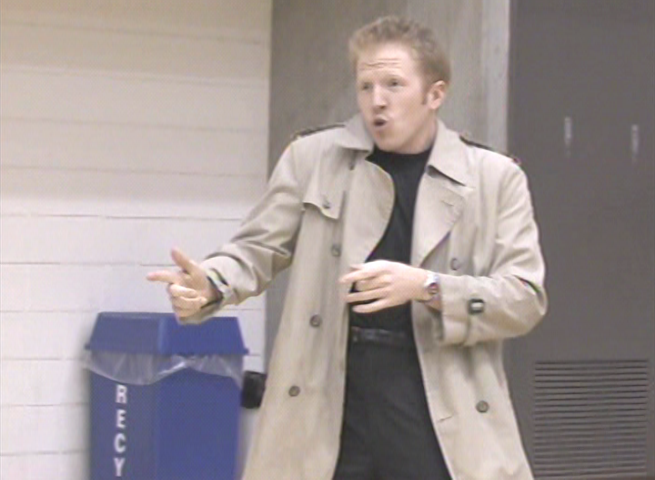

الريك رولينغ هو ميم على الإنترنت يتضمن مزحة بظهور غير متوقع للفيديو الموسيقي لأغنية لن أتخلى عنك أبدًا للمغني ريك أستلي. فعندما عندما ينقر الشخص على الرابط يبدو أنه ليس له صلة بالمقطع، يتم تشغيل الموقع الذي يحتوي على فيديو الريك رولينغ.